# مولالان (ماساللی)
مولالان (به تالشی: Mololon، ترکی آذربایجانی: Molalan) یک منطقه مسکونی در جمهوری آذربایجان است که در شهرستان ماساللی واقع شده است. مولالان ۴۳۱ نفر جمعیت دارد.

## ریشه واژه
مولالان در زبان تالشی یعنی جایی که ملاها و شیخ‌ها حضور دارند. برخی بر این باورند که گیاه مولول نوعی درخت یا درختچه است که در کناره رودخانه و حاشیه آب می‌روید و پسوند اُن به‌معنی جایگاه و مکان است و مولولون یعنی مکان و جایگاه رویش گیاه مولول.